# Кудирка, Винцас
Ви́нцас Куди́рка (лит. Vincas Kudirka; 19 [31] декабря 1858, Паэжеряй, Царство Польское (ныне Вилкавишский район) — 4 [16] ноября 1899, Владиславов) — литовский композитор, прозаик, критик, публицист, переводчик, поэт, автор литовского государственного гимна «Национальная песнь», врач по образованию.

## Биография

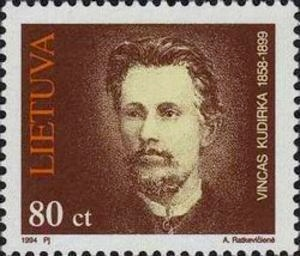
В. Кудирка на почтовой марке Литвы. 1994 г.

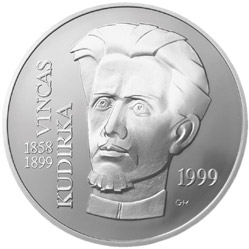
Юбилейная монета 50 литов (1999)

Учился в начальной школе в деревне Паэжеряй, затем с 1871 года в Мариямпольской гимназии, откуда ушёл по настоянию отца и поступил в духовную семинарию в Сейнах. В семинарии проучился два года и был исключён за «отсутствием призвания».  Учился в Варшавском университете на историко-филологическом, затем медицинском факультетах. В 1888 году организовал патриотическое общество литовцев-студентов «Литва».
В 1889 году общество начало издавать журнал «Варпас» („Varpas“, «Колокол»), в котором Кудирка играл роль редактора, корректора, администратора, ведущего сотрудника. Принимал активное участие в деятельности I Пролетариата.
В 1890—1894 годах работал врачом в Шакяй. С 1887 года жил во Владиславове (ныне Кудиркос-Науместис), где и умер.

## Творчество
Дебютировал в 1885 году басней «Почему евреи не едят свинины» в газете «Аушра». Автор десятка оригинальных стихотворений, также подражаний и переводов. Писал сатиры, публицистические статьи; издал два сборника народных песен. Переводил Байрона, Адама Мицкевича, Юлиуша Словацкого, Адама Асныка, Шиллера. Пользовался несколькими псевдонимами и криптонимами (Vincas Kapsas, Paežerių Vincas, Perkūnas, P. Vincas, Varpas, Q. D., K., V. K.). Важнейшее его произведение — «Национальная песнь», ставшая государственным гимном Литвы.

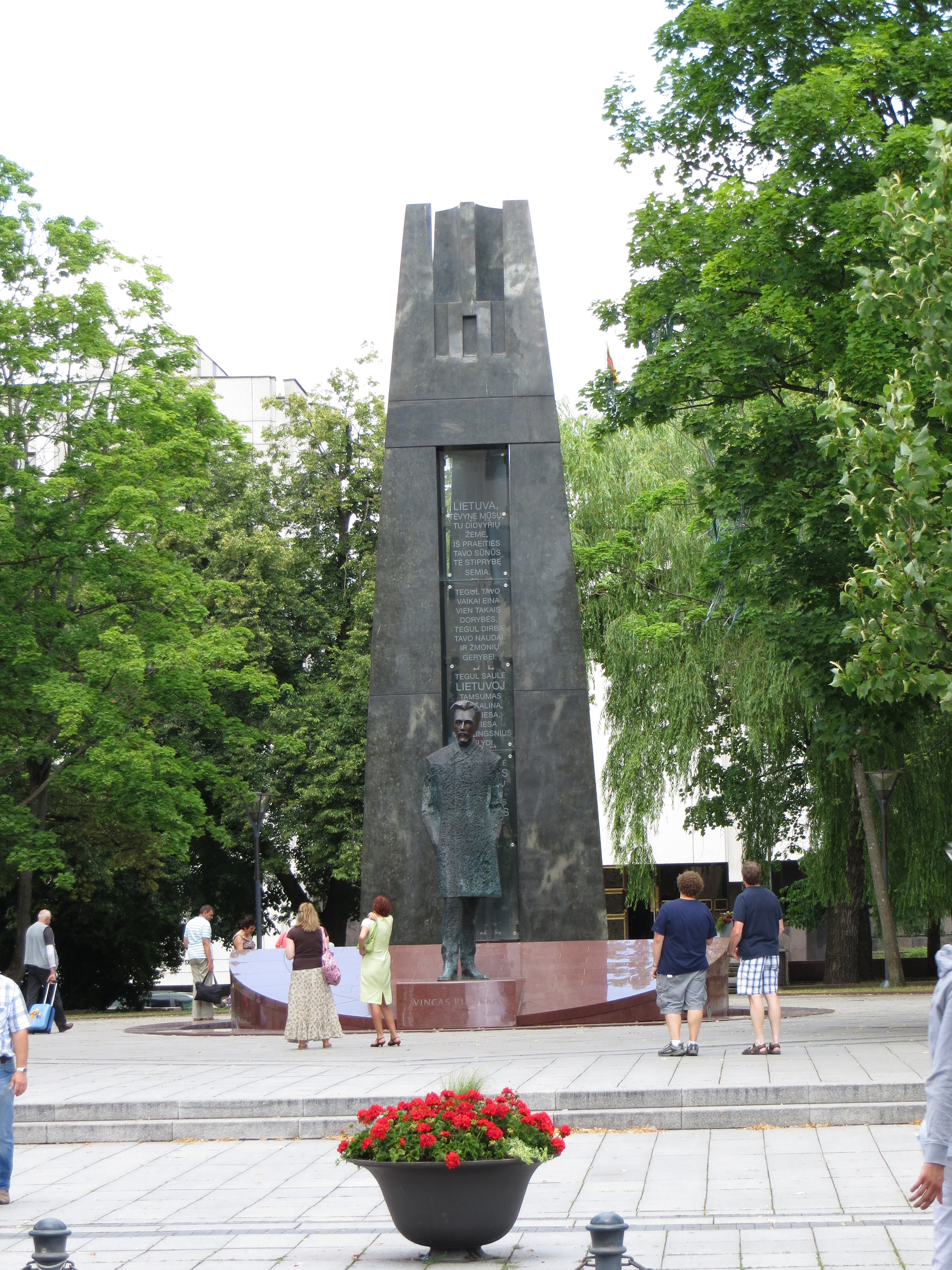
Памятник Винцасу Кудирке

## Память
Имя Винцаса Кудирки носит одна из улиц Вильнюса. В конце 2007 года именем Винцаса Кудирки была названа одна из главных площадей Вильнюса (ранее площадь Савивальдибес, Savivaldybės aikštė, прежде — площадь Черняховского, до Второй мировой войны площадь Элизы Ожешко), примыкающая к проспекту Гедимина. В центре площади Винцо Кудиркос воздвигнут монумент (скульптор Арунас Сакалаускас, архитектор Ричардас Криштапавичюс), торжественно открытый 5 июля 2009 года.